# Allium phrygium
Allium phrygium là một loài thực vật có hoa trong họ Amaryllidaceae. Loài này được Boiss. & Balansa mô tả khoa học đầu tiên năm 1882.